# Kockelscheuer
Kockelscheuer (lb. Kockelscheier) – wieś (Uertschaft) w południowym Luksemburgu, w kantonie Esch-sur-Alzette, w gminie Roeser. Do 3 października 2015 miejscowość leżała w dystrykcie Luksemburg. Liczy 265 mieszkańców (1 stycznia 2023).